# Hedwiges Maduro
Hedwiges Maduro (Almere, 1985. február 13.) holland válogatott labdarúgó, pályafutása kezdetétől 2008-ig az AFC Ajax középpályása volt. Mindkét szülője a Hollandiához tartozó Karib-tengeri szigetekről származik, apja Aruba szigetén, míg anyja Curaçaón született. 2007-ben a Valencia csapatával Spanyol Király-kupát nyert.